# Riječani Donji
Riječani Donji su naseljeno mjesto u sastavu općine Modriče, Republika Srpska, BiH.

## Povijest
Do 1955. zvali su se Riječani Hrvatski.

## Stanovništvo
| Riječani Donji     |              |              |              |
| godina popisa      | 1991.        | 1981.        | 1971.        |
| Hrvati             | 806 (96,52%) | 735 (97,48%) | 735 (99,05%) |
| Srbi               | 17 (2,03%)   | 11 (1,45%)   | 6 (0,80%)    |
| Muslimani          | 0            | 0            | 0            |
| Jugoslaveni        | 4 (0,47%)    | 7 (0,92%)    | 0            |
| ostali i nepoznato | 8 (0,95%)    | 1 (0,13%)    | 1 (0,13%)    |
| ukupno             | 835          | 754          | 742          |

## Poznate osobe
- Duško Jelaš, hrvatski književnik